# UFC Fight Night: Saffiedine vs. Lim
UFC Fight Night: Saffiedine vs. Lim (ou UFC Fight Night 34) foi um evento de artes marciais mistas promovido pelo Ultimate Fighting Championship, ocorrido em 4 de janeiro de 2014 no Marina Bay Sands, em Marina Bay, Singapura. O evento foi transmitido pelo UFC Fight Pass.

## Background
No primeiro evento do Ultimate em Singapura, era esperado para contar luta entre os meio médios Jake Ellenberger e o ex-Campeão Peso Médio do Strikeforce, o belga Tarec Saffiedine no evento principal. Porém, Ellenberger se lesionou e teve que se retirar do evento. Para substituí-lo, foi chamado Hyun Gyu Lim que enfrentaria Kiichi Kunimoto no evento. Para enfrentar Kunimoto foi chamado o ex-TUF e estreante no UFC Luiz Dutra Jr..
Hacran Dias era esperado para enfrentar o veterano Tatsuya Kawajiri, mas uma lesão antiga nas mãos o tirou da luta. O substituto passa a ser o estreante americano Sean Soriano.

## Bônus da noite
- Luta da Noite:  Tarec Saffiedine vs.  Hyun Gyu Lim
- Nocaute da Noite:  Max Holloway
- Finalização da Noite:  Russell Doane